# Autalia breviflagellata
Autalia breviflagellata är en skalbaggsart som beskrevs av Volker Assing 2001. Autalia breviflagellata ingår i släktet Autalia och familjen kortvingar. Inga underarter finns listade i Catalogue of Life.